# Lituani
I Lituani sono il gruppo etnico di maggioranza, di origine baltica, della Lituania, dove superano i 3 milioni di individui, mentre altre consistenti comunità possono essere trovate negli Stati Uniti, Canada ed in Brasile.
I Lituani parlano la lingua lituana, una delle due lingue sopravvissute componenti la famiglia linguistica baltica. Sono per lo più fedeli alla Chiesa Cattolica Romana.

## Storia

### Prima del XIX secolo

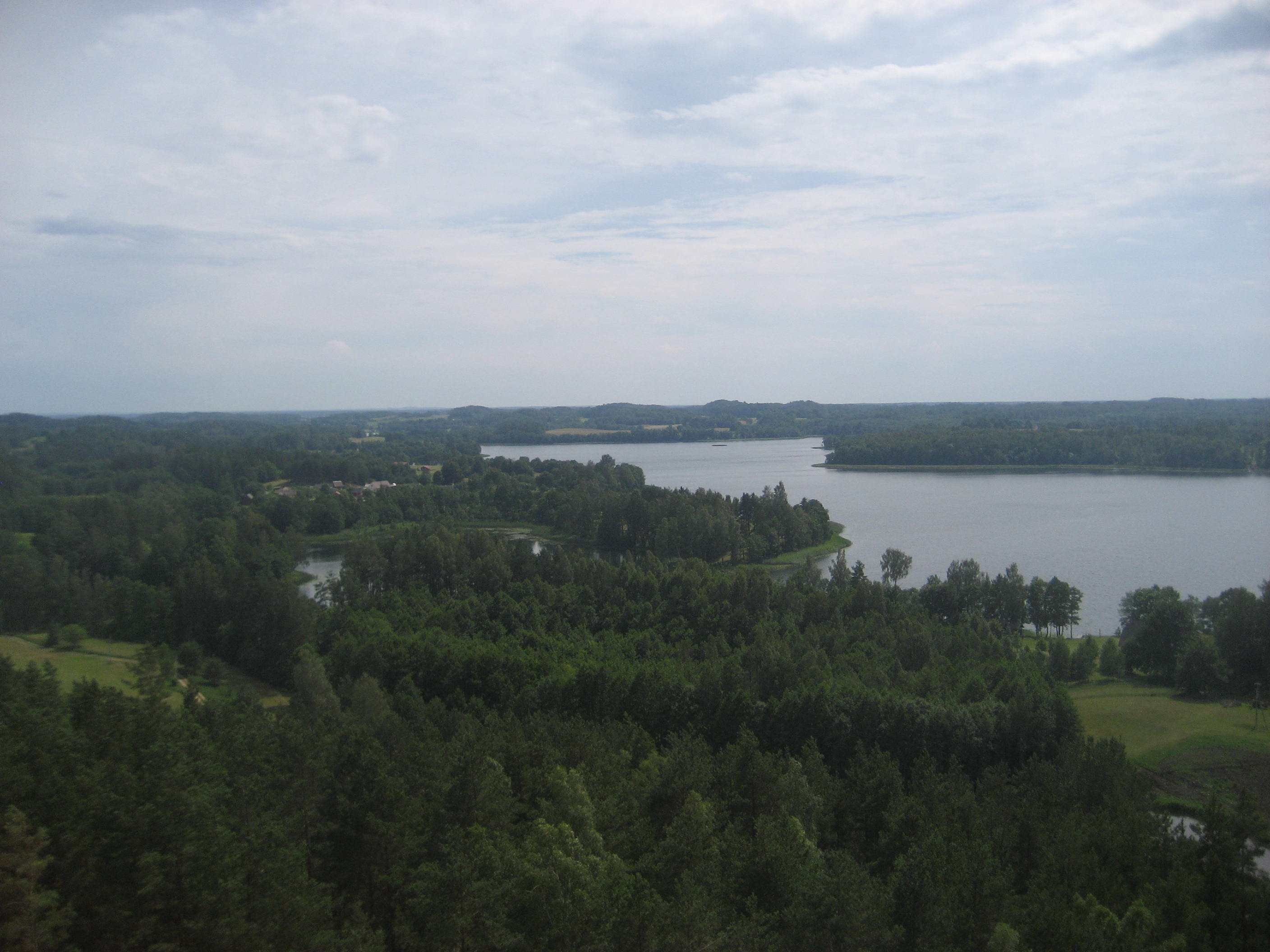
I boschi dell'Aukštaitija, una delle prime regioni lituane in cui si ha testimonianza di insediamenti antropici

Il territorio dell'odierna Lituania era in passato abitato da svariati gruppi tribali (sudoviani, curoniani, selonici, samogizi, prussiani - noti come nadruviani - e altri), come attestato da numerose fonti storiche e da ritrovamenti di era preistorica. Con il passare dei secoli, soprattutto nel periodo del Granducato di Lituania, molte di queste tribù si unirono principalmente per difendersi dagli attacchi dei Russi e delle tribù teutoniche. Durante il processo di unificazione, dal quale poi nacque l'attuale nazione lituana, si convertirono al Cristianesimo. I Lituani furono l'ultima nazione europea ad abbandonare il paganesimo in seguito alla crociata livoniana.
Sin dal tempo del Granducato di Lituania, il territorio lituano è andato progressivamente diminuendo: un tempo i lituani costituivano la maggioranza della popolazione non solo in quella che oggi è l'odierna Lituania, ma anche nella Bielorussia nord-occidentale, in vaste aree del territorio dell'attuale oblast' di Kaliningrad della Russia, ed in alcune regioni dell'attuale territorio della Lettonia e della Polonia: nel XV secolo il Granducato era lo Stato più popoloso d'Europa.
Inoltre, a causa della visione tardo-medioevale della lingua lituana come idioma poco prestigioso, il numero degli individui madrelingua diminuì notevolmente in favore del polacco nei territori della Confederazione Polacco-Lituana, così come della lingua tedesca nei territori della Prussia orientale (l'attuale oblast' di Kaliningrad russo). La successiva occupazione da parte dell'Impero russo accelerò ulteriormente questo processo a causa di una politica di "russificazione", che comprendeva la proibizione di pubblicare libri in lituano. A quel tempo in molti nutrirono la convinzione che la stessa nazione lituana, insieme alla sua lingua, si sarebbero estinte nell'arco di poche generazioni.

### Dal XIX secolo ad oggi
Alla fine del XIX secolo la cultura e la lingua lituane iniziarono a rifiorire (il c.d. risveglio nazionale lituano). Ciò accadde nel periodo in cui fu attivo il Bando della stampa lituana (1865-1904), anche grazie all’opera dei contrabbandieri di libri i quali si impegnarono a distribuire testi in lingua lituana e in alfabeto latino (per cui l’Impero russo vietava la stampa, consentendo solo quelli redatti in alfabeto cirillico).
Un gran numero di lituani di lingua polacca e bielorussa si affiliarono alla nazione lituana. La Lituania dichiarò l'indipendenza dopo la prima guerra mondiale e venne approvato uno standard linguistico lituano. Anche se questo aiutò ad accelerare il consolidamento nazionale, la parte orientale della Lituania, compresa la regione di Vilnius, rimaneva in possesso della Polonia in quanto abitata da una maggioranza assoluta polacca, mentre alcune regioni occidentali erano sotto il controllo della Germania. Nel 1940, la Lituania venne invasa ed occupata dall'Unione Sovietica, e forzata ad unirsi ad essa con il nome di RSS Lituana. I tedeschi ed i loro alleati attaccarono l'URSS nel giugno del 1941 e nel periodo 1941-44 la Lituania fu territorio occupato dalla Germania nazista: era già stato inviato precedentemente un ultimatum. I tedeschi si ritirarono nel 1944, ma l'invasore venne subito soppiantato da un altro, e la Lituani finì sotto il giogo sovietico. Le comunità lituane presenti da lungo tempo nell'Oblast di Kaliningrad ("Lituania minore") e in Bielorussia vennero completamente distrutte.

L'identità lituana ancora rimane in Lituania ed in poche frazioni della Polonia e della Lettonia, così come nell'animo e nel cuore di molti emigrati. Alcuni lituani indigeni vivono ancora in Bielorussia e nell'Oblast' di Kaliningrad, ma il loro numero è davvero insignificante se comparato a quello del passato.

## Composizione etnica della Lituania

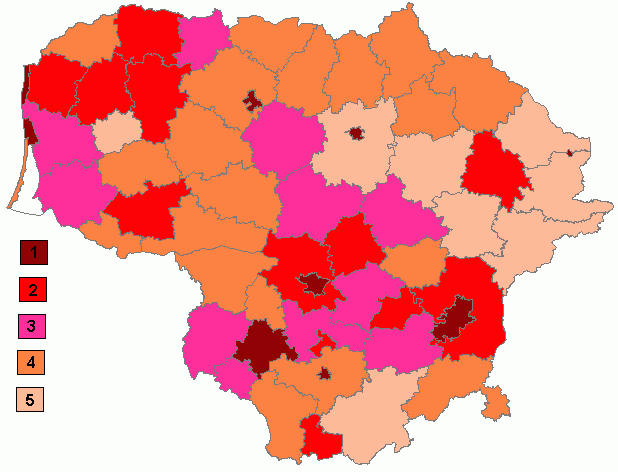
Densità demografica nelle varie contee della Lituania

Fra tutti i Paesi Baltici, la Lituania ha la popolazione più omogenea. Secondo il censimento condotto nel 2001, l'83,45% della popolazione si identifica come lituano, il 6,74% come polacco, il 6,31% come russo, l'1,23% come bielorusso e il 2,27% come appartenente ad altri gruppi etnici.
I polacchi sono concentrati nella Contea di Vilnius, l'area controllata dalla Polonia durante il periodo fra le due guerre mondiali. Comunità polacche piuttosto grandi sono localizzate nel distretto municipale di Vilnius (61,3% della popolazione) e in quello di Šalčininkai (79,5%). Questa concentrazione permette ad un partito politico basato sulla minoranza polacca di esercitare una certa influenza. Questo partito (AWPL - Akcja Wyborcza Polaków na Litwie - Azione Elettorale dei Polacchi in Lituania) ha mantenuto 1 o 2 seggi al parlamento lituano nella passata decade ed è maggiormente attivo nell'ambito delle politiche locali; inoltre forma la maggioranza in diversi consigli comunali e con le elezioni del 2012 riesce a superare il quorum del 5% e con ben otto posti nel parlamento entra nella maggioranza del governo.
I russi, pur essendo numerosi quasi quanto i polacchi, sono molto più sparpagliati nel territorio e non sono rappresentati da un forte partito politico. La comunità più rilevante vive nel comune di Visaginas, dove compone il 52% della popolazione. Molti di essi sono scienziati che si sono trasferiti dalla Russia per lavorare nella centrale nucleare di Ignalina. La Lituania è altresì nota per il suo successo nel limitare l'immigrazione di manodopera russa durante l'occupazione sovietica (1945-1990). Un discreto numero di russi ha lasciato la Lituania dopo la dichiarazione d'indipendenza di quest'ultima nel 1990.
In passato, la composizione etnica del paese è variata drammaticamente. Il cambiamento più evidente fu lo sterminio della popolazione ebraica durante l'Olocausto. Prima della seconda guerra mondiale, circa il 7,5% della popolazione era ebrea; questa era concentrata soprattutto nelle shtetl cittadine e aveva un'influenza significativa sull'artigianato e sull'economia. Erano chiamati "Litvaks" e avevano una cultura molto forte. La popolazione di Vilnius, che veniva soprannominata a volte "La Gerusalemme del Nord", era per circa il 30% ebrea mentre oltre il 60 % dei suoi abitanti era di etnia polacca. Le comunità ebraiche furono in gran parte sterminate durante l'occupazione della Germania nazista o emigrarono negli Stati Uniti e in Israele. Al giorno d'oggi, in Lituania vivono solo circa 4.000 ebrei.

### Sottogruppi culturali
A parte i vari gruppi etnici e religiosi attualmente residenti in Lituania, i lituani stessi sono solitamente divisi in 5 sottogruppi: Samogiziani, Sudoviani, Aukštaiziani, Dzūkiani e Lietuvininkai (estinti). Gli abitanti delle città sono normalmente considerati "solo lituani", specialmente quelli delle città più grandi, come Vilnius o Kaunas.
I 5 gruppi sono delineati secondo alcune specifiche tradizioni regionali, dialetti e divisioni storiche. Esistono diversi stereotipi sui lituani, come l'essere un popolo introverso, ed altri sono ricorrenti nelle barzellette solo riguardo ai sottogruppi: per esempio i Sudoviani sarebbero avari, mentre i Samogiziani, sarebbero cocciuti e dispettosi, e le donne ostinate e facili a concedersi al primo venuto: si raccontano anche alcune freddure sul totalitarismo sovietico.

## Genetica
I lituani sono fra le popolazioni più alte nel mondo. L'altezza media degli uomini è di 181,3 cm e quella delle donne è di 167,5 cm. Si è avuto un rapido aumento nell'altezza media durante il XX secolo, nonostante il ritmo di crescita sia diminuito. Alla fine del XIX secolo l'altezza media degli uomini era di 163,5 cm e quella delle donne di 153,3 cm.

## Distribuzione
Oltre a essere presente in Lituania e nelle regioni limitrofe, la popolazione lituana è emigrata in tutti i continenti del globo tra il XIX secolo e il XXI secolo.
- Le comunità negli Stati Uniti formarono la maggior parte di questa diaspora; fino a un milione di Lituani vivono negli USA. L'emigrazione dall'America iniziò nel XIX secolo, con un'interruzione durante l'occupazione sovietica, quando viaggi e emigrazione erano severamente vietati;
- Le comunità lituane in Sud America (Argentina, Brasile, Colombia, e Uruguay) si svilupparono prima della Seconda Guerra Mondiale, iniziò alla fine del XIX secolo e i primi del XX secolo. Attualmente, non c'è più un flusso di emigranti per questa destinazione, poiché le condizioni economiche in questi paesi non sono migliori di quelle in Lituania;
- Le comunità lituane in altre regioni della vecchia Unione Sovietica si formarono durante l'occupazione sovietica; il numero di Lituani in Siberia e Asia centrale aumentò drammaticamente quando una gran parte di Lituani fu deportata in queste aree. Dopo la destalinizzazione, comunque, molti di loro ritornarono. Più tardi, alcuni lituani si trasferirono per lavorare in altre aree dell'Unione Sovietica. Alcuni di loro non ritornarono in Lituania, dopo esser divenuta indipendente;
- Le comunità lituane nell'Europa occidentale (Regno Unito, Irlanda, Spagna, Svezia, e Norvegia) sono molto recenti e cominciarono ad apparire dopo il ripristino dell'indipendenza della Lituania nel 1990; questa emigrazione si intensificò dopo che la Lituania divenne parte dell'Unione europea. Andrebbe notato che Londra e Glasgow hanno una grande popolazione lituana cattolica e ebraica. La Repubblica di Irlanda probabilmente ha la più alta concentrazione di lituani in relazione alla popolazione totale nell'Europa occidentale; si stima 45.000 lituani per oltre l'1% della popolazione totale dell'Irlanda;[33]
- Esistono anche gruppi di lituani formatisi in Australia; a causa della grande distanza dall'Europa, comunque, l'emigrazione fu minima. Ci sono comunità lituane a Melbourne, Geelong, Brisbane e Sydney.